# Sammy Adams
Samuel Wisner Adams, mer känd som Sammy Adams, född 14 augusti 1987 är en amerikansk sångare och rappare från Boston, Massachusetts. Han släppte sitt debutalbum Boston's Boy 2010. 

## Karriär
Hans första kända släpp var när han under namnet "Initial" medverkade på låten "Hiroshima" från mixtapet Methods of Expression Vol. 2 av rapparen Supraliminal, också från Boston. Mixtapet släpptes 1 oktober 2006 via skivbolaget "ON PO1NT". 1 juni 2008 släppte Supraliminal mixtapet "Vol. 3: Most Likely to be Famous". Där medverkar Sammy Adams återigen under namnet Initial på låten "In the Zone". De låtarna, "Hiroshima" och "In the Zone", var mer gangsta rap-inspirerade än musiken som Adams senare kom att göra.
Han blev känd år 2009 när han gick i college och spelade in en remix av Asher Roth's låt I Love College. Adams version hette I Hate College och gjorde stor succé runtom i USA. I mars 2010 släppte han sitt debutalbum Boston's Boy som sålde 65 exemplar första veckan. Efter tre mixtapes släppte han i november 2013 sitt andra album, EP:n Homecoming.

## Diskografi

### Album
| År               | Titel                       |
| ---------------- | --------------------------- |
| Mars 2010        | Boston's Boy                |
| November 2013    | Homecoming                  |
| 15 april 2016    | The Long Way                |
| 2 september 2016 | Boston's Boy: Extra Innings |

### Samlingskassetter
| År             | Titel                |
| -------------- | -------------------- |
| Februari 2010  | Boston's Opening Day |
| September 2010 | Party Records        |
| December 2011  | Into the Wild        |
| Augusti 2012   | OK COOL              |
| Juni 2014      | WIZZY                |